# Sandmuscheln
Die Sandmuscheln (Psammobiidae) sind eine Familie der Muscheln aus der Ordnung Cardiida. Die ältesten Vertreter der Familie stammen aus dem Danium (Paläogen).

## Merkmale
Die mäßig bauchigen bis schmalen, leicht ungleichklappigen bis gleichklappigen, kleinen bis großen  Gehäuse sind im Umriss länglich-eiförmig, länglich-elliptisch, länglich-rhomboidal oder länglich-dreieckig. Sie sind ungleichseitig, die Wirbel sitzen meist deutlich vor der Mittellinie in Bezug auf die Gehäuselänge, seltener auch hinter der Mittellinie. Die Gehäuse der meisten Arten klaffen ein wenig am Hinterende und gelegentlich auch am Vorderende. Gelegentlich ist am Hinterende ein Kiel ausgebildet. Das Schloss weist in jeder Klappe ein bis drei Hauptzähne auf, Seitenzähne fehlen oder sind nur sehr schwach ausgebildet. Die Mantelbucht ist tief bis flach und fällt z. T. mit der Mantellinie zusammen. Die Byssusdrüse wird früh reduziert.
Die Schalen sind meist dünnwandig, aber fest. Die Ornamentierung besteht meist aus konzentrischen Anwachsstreifen und feinen Linien, aber auch aus radialen Elementen; auch fast völlig glatte Formen kommen vor.

## Geographische Verbreitung und Lebensraum
Die Familie ist weltweit in allen Meeren verbreitet, der Schwerpunkt der Diversität ist jedoch in den wärmeren Meeren. In der südlichen Nordsee kommt nur eine Art vor.

## Taxonomie
Das Taxon der Familiengruppe wurde 1828 von John Fleming vorgeschlagen. Jüngere Synonyme sind: Asaphidae Winckworth, 1932, Garidae Stoliczka, 1870 und Sanguinolariidae M. Smith, 1937. Die MolluscaBase stellt derzeit (2016) folgende Gattungen zur Familie Psammobiidae:
- - †Asaphinella Cossmann, 1886
  - Asaphis Modeer, 1793
    - Asaphis deflorata (Linnaeus, 1758)

  - Gari Schumacher, 1817
    - Gari costulata (Turton, 1822)
    - Gari depressa (Pennant, 1777)
    - Gari maxima (Deshayes, 1855)
    - Sandmuschel (Gari fervensis) (Gmelin, 1791)
    - Gari tellinella (Lamarck, 1818)

  - Heterodonax Mörch, 1853
  - Heteroglypta Martens in Möbius, 1880
  - Hiatula Modeer, 1793
    - Hiatula nitida (Gray, 1843)

  - Nuttallia Dall, 1898
  - Psammacola Blainville, 1824
  - Psammosphaerica Jousseaume, 1894
  - Psammotella Herrmannsen, 1852
  - Sanguinolaria Lamarck, 1799
    - Sanguinolaria tellinoides A. Adams, 1850

Die Typusgattung der Familie Psammobiidae, die Gattung Psammobia Lamarck, 1818 ist ein jüngeres Synonym von Gari Schumacher, 1817.

## Belege